# Olympic Pirates Deurne - Borgerhout
TOR Deurne Pirates is een Belgische voetbalclub uit Deurne. De club is aangesloten bij de KBVB met stamnummer 500 en heeft blauw en geel als kleuren. Hoewel TOR Deurne Pirates een oude club is, speelde ze steeds in de lagere provinciale reeksen.

## Geschiedenis
De club werd opgericht als Olympic Sporting Club in 1917 en de eerste jaren hield men zich bezig met atletiek, worstelen en zwemmen. De clubkleuren waren blauw en wit. In 1919 werd binnen de club ook een voetbalafdeling opgericht. Na goede resultaten in lokale wedstrijden, besloot men zich in 1925 aan te sluiten bij de Belgische Voetbalbond, waar men bij de invoering van de stamnummers in 1926 het stamnummer 500 kreeg toegekend. Men ging er in 1926 van start in de gewestelijke reeksen. De eerste officiële competitiewedstrijd werd gespeeld tegen Sint-Rochus FC Deurne.
De volgende jaren bleef de club in de gewestelijke reeksen spelen en men legde zich meer toe op de voetbalactiviteiten. De andere sportactiviteiten werden afgestoten tegen de Tweede Wereldoorlog. De club kon de oorlogsjaren door komen. In 1952 vierde men het 35-jarig bestaan en de club werd koninklijk. De clubnaam werd Koninklijke Olympic Sporting Club (KOSC).
In 1966 ging de club op het Ruggeveld in Deurne spelen. In 1974 werd de clubnaam gewijzigd in Koninklijke Olympic Voetbalklub Antwerpen (KOVKA), om verwarring te vermijden met zwemclub Olympic Sporting Club. 
Olympic VK Antwerpen was in haar lange geschiedenis altijd in de laagste reeksen blijven spelen, tot men in 1991 voor het eerst de titel behaalde in Vierde Provinciale en zo voor het eerst promoveerde. Het verblijf in Derde Provinciale bleef echter beperkt tot een seizoen en in 1992 zakte men weer. Men bleef daar, tot men in 2003 nog eens een titel en promotie behaalde, maar opnieuw kon men maar een seizoen in Derde Provinciale blijven.
Daarna had men toch de ambitie om sportief hogerop te komen. In 2005 ging men voor de jeugd een samenwerking aan met het naburige Tubantia Borgerhout. In 2009 behaalde men nogmaals de titel en voor de derde maal promoveerde men. De club wijzigde haar naam in Koninklijke Voetbalclub Olympic Deurne en aan de clubkleuren voegde men de gele kleur van het district Deurne toe. Ditmaal kon de club zich wel handhaven in Derde Provinciale. Enkele seizoenen later, in 2012, behaalde men ook daar de titel en voor het eerst klom men verder op naar Tweede Provinciale.
Na drie seizoenen Tweede Provinciale volgde in 2015 opnieuw een degradatie, en op het einde van het seizoen 2016-2017 eindigde men op een gedeelde laatste plaats in het klassement, wat dus een spijtige degradatie naar Vierde Provinciale inhield.
Intussen heeft men, per 1 juli 2016 opnieuw een naamswijziging doorgevoerd tot Olympic Pirates Deurne - Borgerhout.
Deze naamswijziging was het rechtstreeks gevolg van de intense samenwerking die in 2015 werd opgestart met SC City Pirates Antwerpen (544), in de vorm van een officieel jeugdsamenwerkingsverband, wat geheel kadert in een allesomvattend multicultureel sociaal project en een belangrijke pijler vormt ten behoeve van een kwaliteitsvolle jeugdwerking.     
De districten Deurne en Borgerhout tellen samen nagenoeg 125.000 inwoners waarvan velen van vreemde origine; het is dan ook vanzelfsprekend dat  als sportvereniging in de eerste plaats een zeer belangrijke sociale rol is weggelegd en de focus grotendeels op een doorgedreven jeugdwerking dient te liggen, zodat elke jeugdspeler, van welke afkomst ook, alle kansen wordt geboden om zich binnen de club op een volwaardige manier te kunnen ontplooien.
Per 01-07-2020 ging Olympic Pirates Deurne-Borgerhout een fusie aan met Rochus Deurne, de Deurnse burenclub gelegen aan de Boterlaarbaan in Deurne-Zuid. Men ging verder als "TOR Deurne Pirates" (Team Olympic Rochus Deurne Pirates), onder het stamnummer 500 van Olympic Pirates; het oude stamnummer 665 van Rochus Deurne werd geschrapt.
De clubkleuren van de nieuwe fusieclub werden blauw-geel, tevens de officiële kleuren van het district Deurne.